# Gare de Francorchamps
La gare de Francorchamps était une gare ferroviaire belge de la ligne 44, de Pepinster à Stavelot, située à Francorchamps section de la commune de Stavelot, en Région wallonne, dans la province de Liège.
Elle est mise en service en 1867 par la Société royale grand-ducale des chemins de fer Guillaume-Luxembourg. C'était une gare de la Société nationale des chemins de fer belges (SNCB) fermée à tous trafics en 1969.

## Situation ferroviaire
La gare de Francorchamps se trouvait au point kilométrique (PK) 27,3 de la ligne 44, de Pepinster à Stavelot (tronçon fermé et désaffectée de Spa-Géronstère à Stavelot) entre les gares de Hockai et Stavelot.

## Histoire
La gare de Francorchamps est mise en service le 20 février 1867 par la Société royale grand-ducale des chemins de fer Guillaume-Luxembourg, lorsqu'elle ouvre à l'exploitation la ligne de Gouvy à Spa (actuelles sections des lignes 44, 45 et 42). Bien que la localité de Ster soit plus peuplée, Francorchamps se trouvait plus près du tracé propice à la création du chemin de fer dans sa difficile descente du plateau des Fagnes. Cette ligne internationale aux ambitions importantes évite d'ailleurs Malmédy, la ville se trouvant en Allemagne jusqu'en 1925. Le tourisme à Francorchamps connut un développement certain grâce à l'arrivée des trains, d'où la création de plusieurs hôtels près des gares de Francorchamps et Hockai.
Cependant, cette ligne très tortueuse aux pentes parmi les plus sévères de Belgique se voit concurrencer à partir de 1890 par la ligne de l'Amblève (Rivage - Trois-Ponts) qui raccourcit le trajet de Liège à la frontière luxembourgeoise et offre un parcours en pente douce. Les trains de marchandises et de voyageurs importants commencent à déserter la ligne 44 et le trafic local recule à son tour après la Seconde guerre mondiale
Francorchamps est perd ses trains de passagers le 2 août 1959, lors de la fermeture aux voyageurs du tronçon de Spa-Géronstère à Stavelot. Des trains saisonniers continuent à desservir la gare à l'occasion de compétitions sur le Circuit de Spa-Francorchamps. Les trains de marchandises de cabotage (desserte des gares et raccordés de la ligne) sont suspendus en 1962 à la suite d'un accident survenu sur les hauteurs de Spa. La section de Spa-Geronstère à Stavelot est officiellement déclassée le 30 juin 1969 et les rails démantelés en 1973-1974.

## Patrimoine ferroviaire
Rien ne subsiste des bâtiments de la gare. Le bâtiment des recettes a été construit par la Société royale grand-ducale des chemins de fer Guillaume-Luxembourg. Identique à l'origine à celui des gares de Grand-Halleux, Vielsalm et Stavelot ainsi que plusieurs gares de la ligne de Troisvierges à Luxembourg-Ville, il se caractérise par un massif corps central de trois travées sous bâtière à arête transversale vraisemblablement encadré par deux petites ailes d'une travée. Les fenêtres à l'étage sont quasi-rectangulaires avec des arcs de faible courbure tandis que les ouvertures du rez-de-chaussée recourent à l'arc en plein cintre tandis qu'une baie circulaire éclaire le grenier.
En 1882, après la reprise par les Chemins de fer de l'État belge, ceux-ci transforment en profondeur le bâtiment de Francorchamps ; les plans achevés en octobre 1881 et adjugés le 22 décembre. Les ailes latérales, dont la présence est supposée, disparaissent ne laissant que le corps de logis du bâtiment d'origine dont le rez-de-chaussée n'accueille plus les voyageurs ; ces fonctions sont déplacées dans une nouvelle aile de sept travées, triplant la superficie au sol, abritant les deux salles d'attentes, le bureau des recettes (guichet) et le service des bagages. Cette partie comprend un porche d'entrée de section semi-octogonale côté rue et une élégante marquise métallique côté voie ; les ouvertures sont à arc en plein cintre, imitant la disposition de la partie ancienne, mais leur forme et surtout celle de la frise n'est pas sans rappeler les bâtiments de gare type 1881. Entre le corps de logis et la halle à marchandises préexistante, un nouveau pavillon pour les toilettes et la lampisterie remplace l'ancien qui se trouvait là où sort de terre la nouvelle aile des voyageurs.
Cet agrandissement donnant aux voyageurs de cet arrêt relativement peu important des installations flambant neuves suscitera la jalousie des habitants de Stavelot qui réclameront une démolition complète ou a minima une opération similaire pour leur gare, encore en état d'origine au début des années 1890. En dépit de pétitions émises en 1896 et 1908, mettant en avant l'importance de leur localité, dont la gare exiguë, décrépite et mal-éclairée est amenée à devenir le point de départ du chemin de fer vers Malmédy, le bâtiment sera agrandi différemment en créant des ailes plus modestes de part et d'autre du corps central.
La halle aux marchandises, dernier vestige de la gare, est rasé en 1980 ; le reste avait été démoli en 1970.
Un chemin RAVeL a été réalisé sur l'assiette de la ligne.